# Chadia Rodríguez

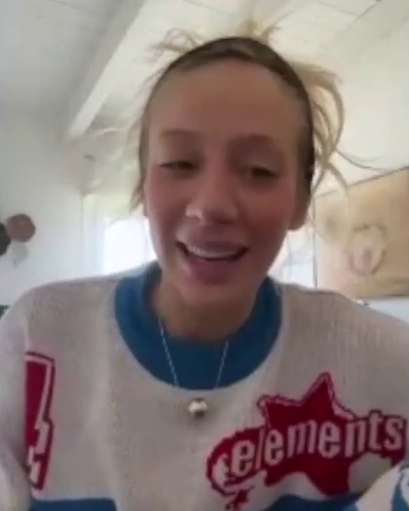
Chadia Rodríguez, 2024

Chadia Rodríguez (* 7. November 1998 in Almería, Andalusien) ist eine italienische Rapperin.

## Werdegang
Rodríguez kam in Spanien als Tochter einer spanischen Mutter und eines marokkanischen Vaters zur Welt. In Italien versuchte sie sich zunächst als Fußballerin und spielte eine Zeit lang in der Jugend-Frauenmannschaft von Juventus Turin. Verletzungsbedingt wechselte sie schließlich vom Sport zur Musik. Einige ihrer frühen Lieder erregten die Aufmerksamkeit von Produzent Big Fish, der die Rapperin zunächst bei seinem Label Doner Music unter Vertrag nahm. Damit gelang ihr der Durchbruch und im Juni 2018 erhielt sie schließlich einen Plattenvertrag mit dem Major-Label Sony.
Mit diversen Singleveröffentlichungen, darunter Dale, Fumo bianco, 3G (mit Jake La Furia), Sister (Pastiglie) und Sarebbe comodo, gelangen Rodríguez in der Folge größere Streamingerfolge. 2019 erschien ihre erste EP Avere vent’anni. Außerdem arbeitete sie mit verschiedenen Rappern und Produzenten zusammen und trat in deren Liedern in Erscheinung, darunter Ernia und Night Skinny.

## Diskografie

### EPs
- Avere 20 anni (2019, Doner/Sony)

### Singles
| Jahr | Titel Album                  | Höchstplatzierung, Gesamtwochen, AuszeichnungChartsChartplatzierungen (Jahr, Titel, Album, Platzierungen, Wochen, Auszeichnungen, Anmerkungen) | Anmerkungen                           |
| Jahr | Titel Album                  | IT | Anmerkungen                           |
| ---- | ---------------------------- | --- | ------------------------------------- |
| 2018 | Fumo bianco Avere 20 anni    | IT— GoldIT | Verkäufe: + 25.000                    |
| 2019 | Sarebbe comodo Avere 20 anni | IT94 (2 Wo.)IT |                                       |
| 2020 | Bella così                   | IT26 Gold · (6 Wo.)IT | mit Federica Carta Verkäufe: + 35.000 |

### Gastbeiträge
| Jahr | Titel Album                  | Höchstplatzierung, Gesamtwochen, AuszeichnungChartsChartplatzierungen (Jahr, Titel, Album, Platzierungen, Wochen, Auszeichnungen, Anmerkungen) | Anmerkungen                                 |
| Jahr | Titel Album                  | IT | Anmerkungen                                 |
| --- | ---------------------------- | --- | ------------------------------------------- |
| Folgende Lieder erschienen nicht als Single, wurden aber durch das Album zum Download und Streaming bereitgestellt und konnten somit eine Platzierung erlangen: |                              | |                                             |
| |                              | |                                             |
| 2019 | Mr. Bamboo 68 – Till the End | IT75 (1 Wo.)IT | Ernia feat. Chadia Rodríguez                |
| 2019 | Sciacqua la bocca Mattoni    | IT63 (1 Wo.)IT | Night Skinny feat. Chadia Rodríguez         |
| 2020 | Ehy QVC9                     | IT52 (1 Wo.)IT | Gemitaiz feat. Priestess & Chadia Rodriguez |

## Belege
1. 1 2  Chartquellen: IT
2. 1 2  Certificazioni. FIMI, abgerufen am 12. Oktober 2020 (italienisch).

| Personendaten    | Personendaten         |
| ---------------- | --------------------- |
| NAME             | Rodríguez, Chadia     |
| KURZBESCHREIBUNG | italienische Rapperin |
| GEBURTSDATUM     | 7. November 1998      |
| GEBURTSORT       | Almería, Andalusien   |